# Integrierter Grafikprozessor

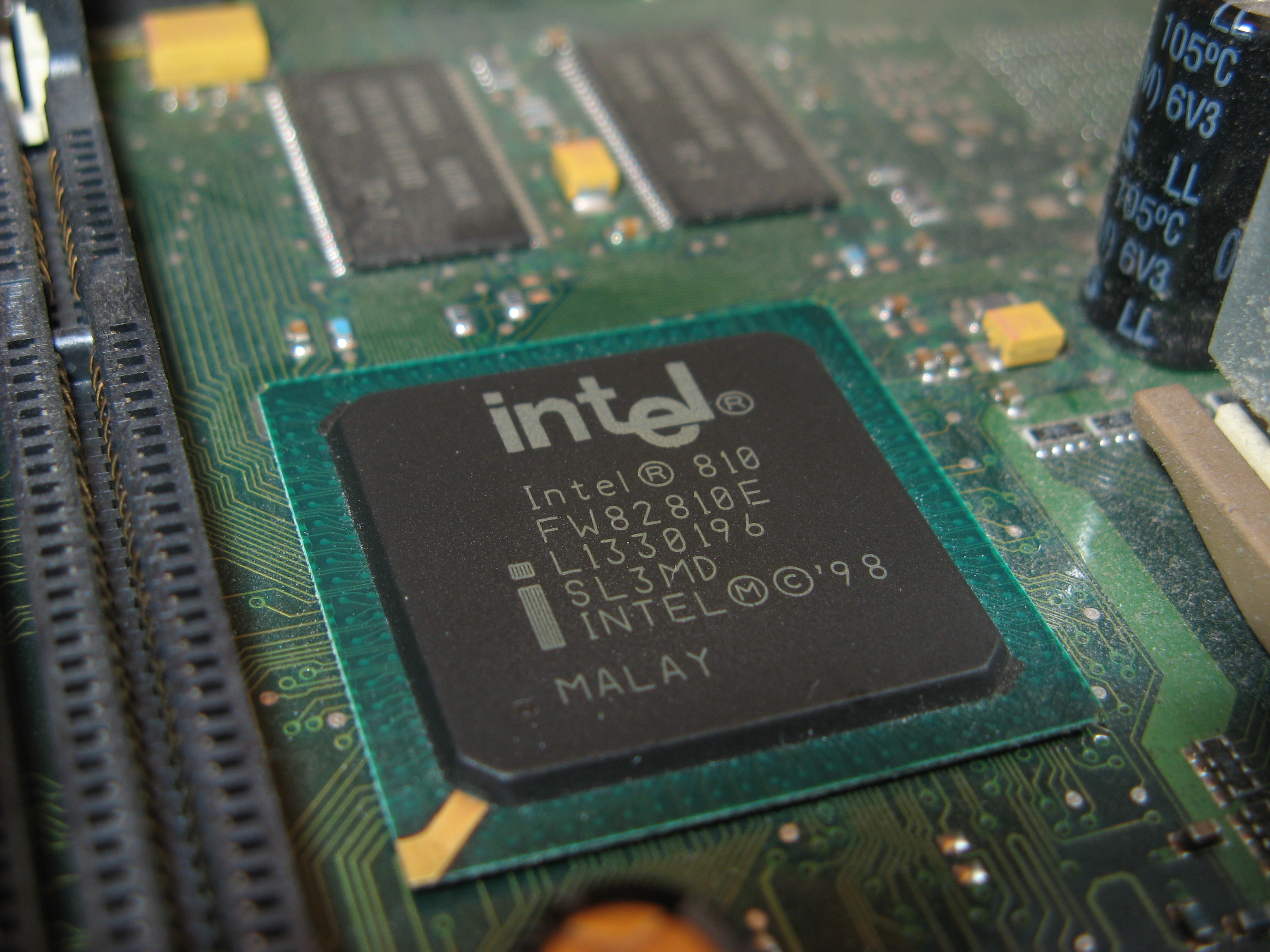
Intel 810e-Northbridge mit IGP

Als integrierter Grafikprozessor (kurz IGP, lehnübersetzt aus dem englischen integrated graphics processor) werden Grafikprozessoren (GPUs) bezeichnet, die entweder:
1. im Chipsatz der Hauptplatine – in diesem Fall eine sogenannte Onboard-Grafikkarte
2. auf einem separaten Die – jedoch im selben Chipgehäuse wie der Hauptprozessor (CPU) oder SoC – eingebaut (iGPU) oder
3. unmittelbar auf dem Die des Hauptprozessors und zusammen mit diesem (siehe auch APU) gefertigt sind.

Die letzten neuen Chipsätze mit Onboard-Grafikkarte – die AMD-800-Serie und die GeForce 320M – erschienen 2010. Integrierte Grafikprozessoren sind somit seither Teil des Hauptprozessors.

## Weitere Einzelheiten
Ein fest ver- oder eingebauter (integrierter) Grafikprozessor greift im Normalfall auf den Arbeitsspeicher des Rechners zurück, da er, im Gegensatz zu dedizierten Grafikkarten, meist keinen eigenen Speicher besitzt (mehr zum Speicher dedizierter Grafikkarten unten, im Abschnitt Vergleich mit dedizierten Grafikkarten). Die Größe des so genannten Shared Memory lässt sich meist im BIOS des Rechners einstellen. Standardwerte sind 8 MiB bis 1,5 GiB, wobei manche Systeme den beanspruchten Grafikspeicher je nach Bedarf dynamisch anpassen können. Grafikprozessoren von Intel haben dafür ein eigenes Register namens Base Data of Stolen Memory (abk. BDSM).
IGPs bieten die gleichen Funktionen wie dedizierte Grafikkarten, haben aber bei 3D-Darstellungen eine deutlich geringere Geschwindigkeit. Bei Onboard-GPUs ist die Verbindung mit der Northbridge intern, wie bei dedizierten Grafikkarten, über PCI, PCI Express oder früher AGP realisiert; Hauptprozessor-integrierte GPUs sind im Allgemeinen unmittelbar an die CPU angebunden.
Sie kommen häufig in Notebooks sowie auch Bürorechnern und Servern zum Einsatz.

Eine Zwischenform zum dedizierten Grafiksystem sind On-Board-Grafikkarten, die jedoch einen gesonderten Grafikchip und eigenen Speicher besitzen, beispielsweise bei Intel NUCs oder Gamer-Notebooks oft anzutreffen; dort gibt es gelegentlich auch die Kombination von IGP (für sparsamen Alltagseinsatz) und zusätzlich dedizierter Grafik (für 3D-Leistungs-starken Spielbetrieb) (siehe Nvidia Optimus, AMD Dynamic Switchable Graphics/Hybrid Graphics/„PowerExpress“).

### Vergleich mit dedizierten Grafikkarten
Im Folgenden werden die Vor- und Nachteile zwischen fest eingebauten Grafikprozessoren und dedizierten Grafikkarten verglichen. Letztere bestehen üblicherweise aus einem oder mehreren Grafikprozessoren welche – im Gegensatz zu den integrierten GPUs – einen eigenen und eigens dafür bestimmten/gewidmeten (dedizierten) oder zugewiesenen Arbeits- oder Grafikspeicher auf ihrer Karte haben.

#### Vorteile
- Benötigt keinen eigenen Speicher sowie kaum Leiterplattenfläche;
- Gemeinsame Kühlung mit der CPU spart separates Kühlsystem;
- Daher sind Systeme mit IGPs billiger als mit dedizierter Grafikhardware – wenn man den IGP auch nutzt.
- Einsparung von Platz (beispielsweise bei Notebooks oder Tablets), da in die Northbridge des Chipsatzes oder in den Prozessor integriert;
- Geringe Leistungsaufnahme – jedoch entsprechend geringe Leistungsfähigkeit;
- Manche IGP bringen einen zusätzlichen L4-Cache mit, der auch von den CPUs genutzt werden kann.

#### Nachteile
- Für ein gewünschtes Computersystem muss eine CPU mit IGP sowie ein unterstützendes Mainboard existieren. Bei Workstation- oder Serversystemen ist das oft nicht verfügbar.
- Ein IGP kann nicht separat ausgetauscht werden. Wenn Leistung und Anschlüsse nicht mehr genügen, kann man eine Grafikkarte hinzufügen, sofern ein Steckplatz für Grafikkarten vorhanden ist.
- Ein IGP verteuert die CPU für Anwender separater Grafikhardware, vgl. Verwendung des Xeon E3-1231v3 statt des Core i7-4770.
- Integrierte GPUs haben in der Regel keinen eigenen Speicher und nutzen daher den Arbeitsspeicher des Systems mit. Dieser Speicher steht dem System dann nicht mehr als Arbeitsspeicher zur Verfügung.
- Weiterhin nutzt ein IGP einen Teil der Speicherbandbreite der CPU. Diese wird für die CPU dann eingeschränkt. Die Speicherbandbreite innerhalb einer separaten Grafikkarte ist zudem höher, da die Speicherchips dort fest verlötet sind.
- Der IGP verwendet einen Teil der max. Leistungsaufnahme des Gesamtchips; ggf. muss die CPU drosseln, um das gemeinsame Thermal-Budget nicht zu überschreiten.
- Die 3D-Grafikleistung integrierter GPUs ist üblicherweise im leistungsschwachen Bereich angesiedelt, reicht aber für Desktop Compositing, Spiele mit geringen bis mittleren Grafik-Anforderungen und Video-Dekodierung.

### Hersteller
Bekannte Hersteller von IGPs waren AMD (früher ATI Technologies), Intel, Nvidia, SiS und VIA Technologies.
Weit verbreitete Chipsätze mit Onboard-Grafikkarten waren Intel Graphics Media Accelerator, Nvidia nForce und ATI Radeon Xpress. Sie wurden durch CPUs mit Intel HD Graphics (inkl. Iris, Iris Pro und UHD Graphics) und AMD Fusion beerbt. Nachfolger von AMD Fusion sind die Ryzen-APUs.
Durch die weite Verbreitung von integrierten Grafiklösungen ist Intel Marktführer bei Grafikchips, bis 2022 ohne dedizierte Grafikkarten im Angebot zu haben. Im dritten Quartal 2008 entfielen 49,4 % (2006: 34,8 %; 2003: 35 %) der verkauften Grafikeinheiten im Gesamtmarkt auf Intel, 27,8 % auf Nvidia und 20,6 % auf AMD. Im vierten Quartal 2015 waren es 71,6 % für Intel, 16,6 % Nvidia und 11,8 % AMD. Seit 2022 bietet Intel auch dedizierte Grafikkarten unter dem Namen Intel Arc an.

## Einzelbelege
1. ↑  Entlehnung aus dem englischen dedicated, welches dort wohl zuvor schon in ähnlicher Weise aus dem lateinischen dedicare entlehnt wurde.
2. ↑  dedicated (Memento vom 16. August 2016 im Internet Archive) (englisch-deutsch) – Duden, Langenscheidt; 2015
3. ↑  dedizieren – Duden, Bibliographisches Institut; 2016
4. ↑  Dedizierter Grafikspeicher – was ist das? – Chip.de, am 20. November 2015.
5. ↑  GPU MARKET DEFIES GRAVITY – so far (Memento vom 30. Oktober 2008 im Internet Archive) (englisch) – Jon Peddie Research, am 27. Oktober 2008.
6. ↑  For the 4th quarter of 2015, GPU shipments increased 2.4% from last quarter (Memento vom 8. Mai 2016 im Internet Archive) (englisch) – Jon Peddie Research; 2016